# Microlicia guanayana
Microlicia guanayana är en tvåhjärtbladig växtart som beskrevs av John Julius Wurdack. Microlicia guanayana ingår i släktet Microlicia och familjen Melastomataceae. Inga underarter finns listade i Catalogue of Life.